# Augustin Viard
Pour les articles homonymes, voir Viard.
Augustin Viard, né en 1984, est un musicien français spécialiste des ondes Martenot,.
Il est référencé comme l'un des rares ondistes en activité, et possède plusieurs instruments originaux fabriqués par Maurice Martenot.
Ses compositions et interprétations sont régulièrement diffusées dans le cadre des programmes de Radio France,.
Sur scène, il interprète les œuvres majeures du répertoire écrites pour ondes Martenot au sein d'orchestres symphoniques internationaux, d'ensembles de musique de chambre, ou en récital solo,,.
Parmi ses enregistrements studio, on compte notamment des collaborations avec Nick Cave and the Bad Seeds, Rob Simonsen, Evgueni Galperine, et la bande originale des films Loveless, Earwig, Blonde et Black Flies.

## Biographie
Après avoir étudié les ondes Martenot au Conservatoire de Boulogne-Billancourt, il intègre le Conservatoire national supérieur de musique et de danse de Paris, où il obtient un master d'ondes Martenot en 2013.
Il commence sa carrière comme soliste et musicien de chambre avec l'Ensemble Vecteur Ondes et l'Ensemble Volta,,,.
Il a joué la partie d'ondes Martenot dans Ecuatorial d'Edgard Varèse à Paris avec l'Ensemble Intercontemporain en 2012, sous la direction de Susanna Mälkki.
En 2015 il interprète Jeanne d'Arc au bûcher d'Arthur Honegger à Utrecht avec le Het Promenade Orkest dirigé par Jos Vermunt. Il a également interprété cette œuvre à Osnabrück (Allemagne) en 2017 avec le Osnabrücker Symphonieorchester sous la direction d'Andreas Hotz, à Mexico (Mexique) en 2018 avec la Orquesta Filarmónica de la UNAM sous la direction de Sylvain Gasançon, et à Katowice (Pologne) en 2019 avec le Polish National Radio Symphony Orchestra dirigé par Alexander Liebreich. La même année, il part à Bucarest avec l'Orchestre national de Lille, pour interpréter l'œuvre avec Marion Cotillard dans le rôle titre, sous la baguette d'Alexandre Bloch dans le cadre du festival Georges-Enesco.
Viard interprète également les œuvres majeures et exigeantes d'Olivier Messiaen, telles que la Turangalîla-Symphonie jouée en 2023 aux États-Unis, ou encore l'opéra Saint François d'Assise en 2024 sous la direction de Kent Nagano à l'Elbphilharmonie de Hambourg.

### Musiques de film et enregistrements
En 2014, il sort son premier disque intitulé Les nuages de Magellan en collaboration avec l'Ensemble Volta,. Ce disque, réunissant l'ensemble des œuvres de musique de chambre écrites pour ondes Martenot par Tristan Murail, a reçu le Grand prix du président de la République de l'Académie Charles Cros 2014,.
Depuis 2016, France Culture fait régulièrement appel à Augustin Viard pour composer et interpréter des musiques originales pour ses émissions,,,.
En 2017, il joue la partie d'ondes Martenot sur la bande originale du film Loveless, lauréat du Prix du jury du Festival de Cannes 2017 et du César du meilleur film étranger 2018.
Les compositeurs Evgueni et Sacha Galperine ont remporté le Prix du meilleur compositeur des European Film Award 2017,.
En 2018, il compose avec Warren Ellis la musique originale du film sonore Le brasier Shelley, avec Gaspard Ulliel, Warren Ellis et Marianne Faithfull,.
Ce film a été sélectionné au Festival du nouveau cinéma de Montréal 2018. Il a également été à l'affiche des cinémas parisiens MK2 en 2019,.
En 2019, Nick Cave fait appel à lui pour interpréter les ondes Martenot sur l'album Ghosteen,, qui se place en tête des ventes d'albums indépendants et de vinyles au Royaume-Uni, atteignant le top 10 des meilleures ventes d'albums dans 15 autres pays européens.
Augustin Viard apparaît en 2020 aux ondes Martenot sur le titre The Lady of Shalott de Marianne Faithfull, marquant une nouvelle collaboration avec Nick Cave (au piano) et Warren Ellis (synthétiseurs et loops). Le morceau, d'une durée de 11 minutes, conclut l'album She Walks In Beauty qui se hissera à sa sortie au Billboard 200, classement officiel des meilleures ventes d'albums aux États-Unis, atteignant la 51e place.
En 2021, Viard signe le thème original du long métrage belgo-franco-britannique Earwig de Lucile Hadzihalilovic, récompensé par le Grand prix du jury au Festival International du film de Saint-Sébastien. Le morceau est fortement remarqué dans la presse internationale, le Hollywood Reporter la décrivant comme une « splendide musique minimaliste », The Irish Times notant que « la musique d'Augustin Viard (...) accentue brillamment l'inquiétant grincement de l'atmosphère malaisante » tandis que le The Daily Telegraph qualifie le film de « béni par une superbe musique d'un autre monde par Augustin Viard, spécialiste des ondes Martenot ».
En 2022, son nom apparaît en tant qu'interprète d'ondes Martenot sur la bande sonore du film Netflix, Blonde, une fiction basée sur la vie de Marilyn Monroe.
Viard joue en 2023 des ondes Martenot sur la bande originale du thriller américain Black Flies avec Sean Penn, sous la houlette du compositeur Nicolas Becker (lauréat de l'Oscar du meilleur son 2021). Le film est dans la sélection officielle du Festival de Cannes 2023.

## Performances
,,,,
| Année | Année | Œuvre                                                                    | Orchestre                                | Chef d'orchestre    | Pays       |
| ----- | ----- | ------------------------------------------------------------------------ | ---------------------------------------- | ------------------- | ---------- |
| 1     | 2012  | Ecuatorial d'Edgard Varèse                                               | Ensemble Intercontemporain               | Susanna Mälkki      | France     |
| 2     | 2015  | Jeanne d'Arc au bûcher d'Arthur Honegger                                 | Het Promenade Orkest                     | Jos Vermunt         | Pays-Bas   |
| 3     | 2017  | Jeanne d'Arc au bûcher d'Arthur Honegger                                 | Osnabrücker Symphonieorchester           | Andreas Hotz        | Allemagne  |
| 4     | 2018  | Jeanne d'Arc au bûcher d'Arthur Honegger                                 | La Orquesta Filarmónica de la UNAM       | Sylvain Gasançon    | Mexique    |
| 5     | 2019  | Jeanne d'Arc au bûcher d'Arthur Honegger                                 | Polish National Radio Symphony Orchestra | Alexander Liebreich | Pologne    |
| 6     | 2019  | Jeanne d'Arc au bûcher d'Arthur Honegger (rôle titre : Marion Cotillard) | Orchestre national de Lille              | Alexandre Bloch     | Roumanie   |
| 7     | 2023  | Turangalila Symphonie d'Olivier Messiaen                                 | Utah Symphony Orchestra                  | Thierry Fischer     | États-Unis |
| 8     | 2023  | Saint François d'Assise d'Olivier Messiaen                               | Le Balcon                                | Maxime Pascal       | Roumanie   |
| 9     | 2024  | Saint François d'Assise d'Olivier Messiaen                               | Philharmonic State Orchestra Hamburg     | Kent Nagano         | Allemagne  |

## Principaux enregistrements
- 2014 : Disque (CD), Ensemble Volta Les nuages de Magellan, intégrale des œuvres de musique de chambre pour ondes Martenot de Tristan Murail, Recommended Records[14],[21]
- 2016 : Docu-fiction, Les mains d'Orlac de Céline Ters et Ludovic Chavarot, France Culture, Radio France[6]
- 2017 : Film sonore, Vent Clair de Corentin Pichon et Céline Ters, France Culture, Radio France[11]
- 2017 : Disque (CD), Loveless Original Motion Picture Soundtrack, Musique d'Evgueni et Sacha Galperine, Varèse Sarabande[12]
- 2018 : Disque (CD), Aïtone, groupe de rock, Modulor[46],[47]
- 2018 : Film sonore, Le brasier Shelley de Céline Ters et Ludovic Chavarot, France Culture, Radio France[48]
- 2018 : Film sonore, Dans la tête d'Ingmar Bergman de Florence Colombani et Céline Ters, France Culture, Radio France[7]
- 2018 : Film documentaire, Cuba, un aller et un retour de Frédéric Compain, Arte TV[49]
- 2019 : Disque, (CD) Rêveries de Rob Simonsen, Sony Music Masterworks.
- 2019 : Disque, (CD et vinyle) Ghosteen de Nick Cave and the Bad Seeds, Bad Seed Ltd.
- 2020 : Disque, (CD et vinyle) The Lady of Shallot, sur l'album She Walks In Beauty de Marianne Faithfull, BMG Rights Management.
- 2021 : Long métrage, Earwig de Lucile Hadzihalilovic, Wild Bunch.
- 2022 : Film sonore, La Japonaise, de Céline Ters and Patrick Boudet, France Culture, Radio France[50].
- 2022 : Disque (CD et vinyle), Blonde, film soundtrack Lakeshore Records and Invada Records[43]
- 2023 : Documentaire, La grande nuit, de Céline Ters, France Culture, Radio France[51],[52].
- 2023 : Long métrage, Black Flies, de Jean-Stéphane Sauvaire, musique de Nicolas Becker et Quentin Sirjac, Open Road Films.
- 2025 : Album (son audio 3D), La Japonaise, composé avec Narumi Herisson, Signature, Radio France[53],[54].